# Humiliació de Canossa

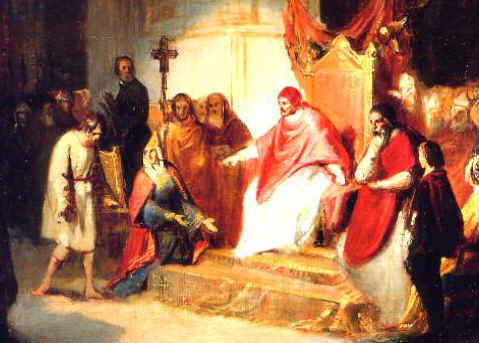
Enric IV davant de Gregori VII en Canossa. Obra de Carlo Emanuelle, c. 1630.

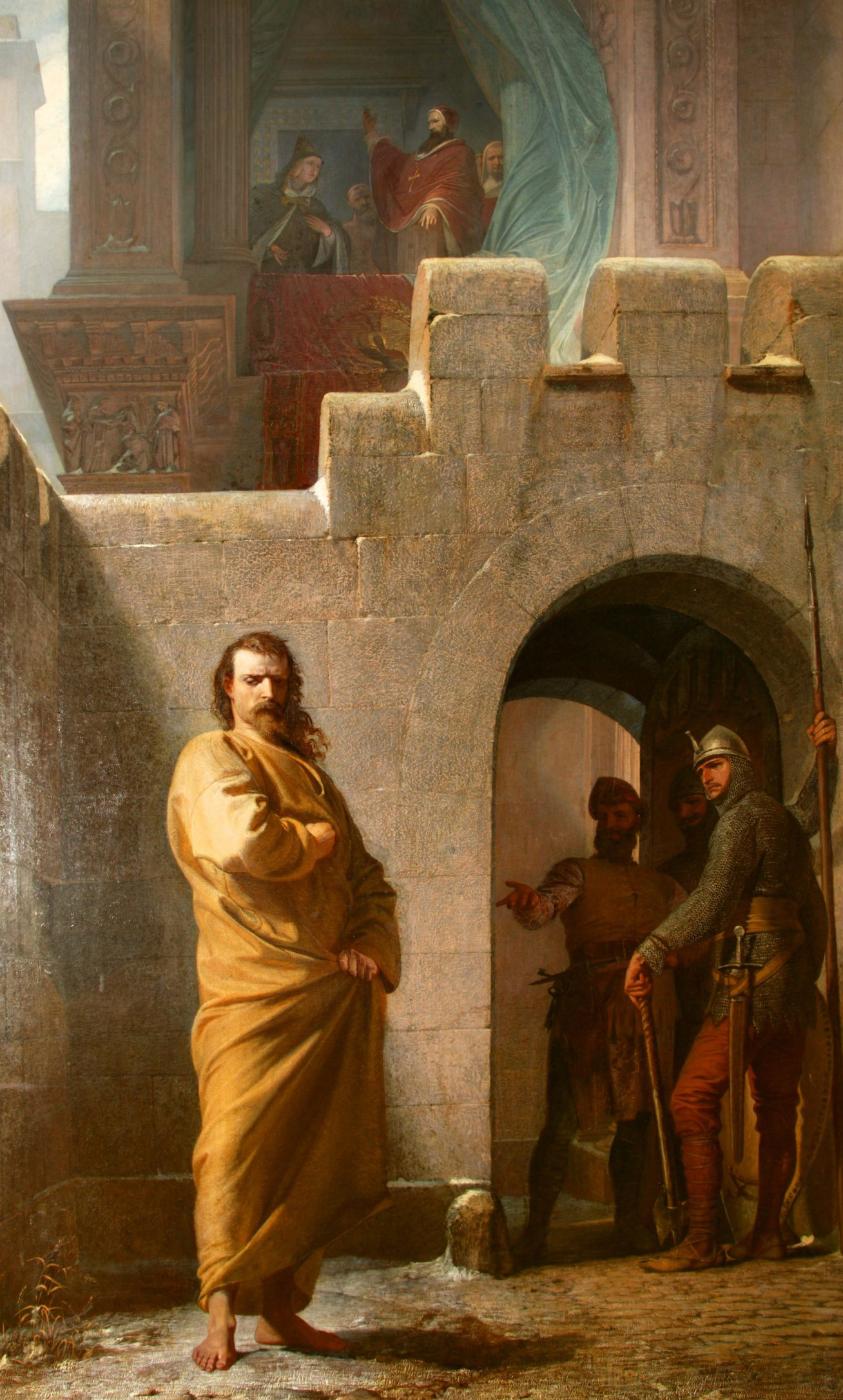
Humiliació d'Enric IV davant el Papa per demanar-li el seu perdó. Pintura d'Eduard Schwoiser 1852.

Humiliació de Canossa, peregrinació de Canossa o penitència de Canossa són denominacions historiogràfiques de l'episodi històric de gener de 1077, que inclou el viatge o peregrinació des d'Espira al castell de Canossa de l'emperador Enric IV del Sacre Imperi Romanogermànic per sol·licitar al papa Gregori VII el seu alliberament de l'excomunió, i la humiliació o penitència a la qual va haver de sotmetre's per obtenir-la.

## Detalls històrics
Per tal de poder aconseguir el perdó papal, i per la mediació de la propietària de la fortalesa, Matilde de Canossa, i l'abat de Cluny, Hug, Enric IV va haver de romandre agenollat tres dies i tres nits a les portes del castell mentre nevava, descalç i vestit com un monjo, amb una túnica de llana.
En creuar els Alps passant pel Mont Cenis, Henry va adoptar el comportament de penediment. Portava un cilici, a part de la roba tradicional d'un monjo d'aquell temps i, pel que sembla caminava descalç. Molts dels seus afins també suposadament es van treure el calçat. En aquestes condicions va creuar els Alps, un viatge llarg i dur amb el fred de finals de gener. El 25 de gener de 1077, va arribar a les portes de Canossa.
Avui dia, en alguns idiomes l'expressió «passeig a Canossa» s'usa per indicar una petició o procediment humiliant.
No existeixen fonts imperials contemporànies que refereixin el fet, i les fonts papals de l'època es limiten a indicar els motius formals pels quals Gregori VII hauria perdonat Enric, sense detallar les explicacions que la historiografia posterior donaria d'allò succeït.